# 폴 스베레 발헤임 하겐
폴 스베레 발헤임 하겐(Pål Sverre Valheim Hagen, 1980년 11월 6일 ~ )은 노르웨이의 배우이다.

## 출연 작품
- 콘티키: 위대한 항해 - 토르 역
- 라그나로크
- 월요일이 사라졌다 - 제리 역
- 헤일로 오브 스타즈